# Ібенешть (Ботошань)
Ібенешть, Ібенешті (рум. Ibănești) — село у повіті Ботошані в Румунії. Входить до складу комуни Ібенешть.
Село розташоване на відстані 403 км на північ від Бухареста, 40 км на північний захід від Ботошань, 135 км на північний захід від Ясс.

## Населення
За даними перепису населення 2002 року у селі проживали 2393 особи, з них 2392 особи (> 99,9%) румунів. Усі жителі села рідною мовою назвали румунську.